# Hôtel de Vitry
Pour les articles homonymes, voir Hôtel de Duras.
L'hôtel de Vitry (également connu comme hôtel de Guiche, hôtel de Boufflers, hôtel de Duras ou hôtel Lefebvre-d'Ormesson) est un hôtel particulier situé sur la place des Vosges à Paris, en France.

## Localisation
L'hôtel de Vitry est situé dans le 3e arrondissement de Paris, au 24 place des Vosges. Il se trouve sur le côté nord de la place, à l'est de l'hôtel de Tresmes.

## Historique
L'hôtel date du début du XVIIe siècle.

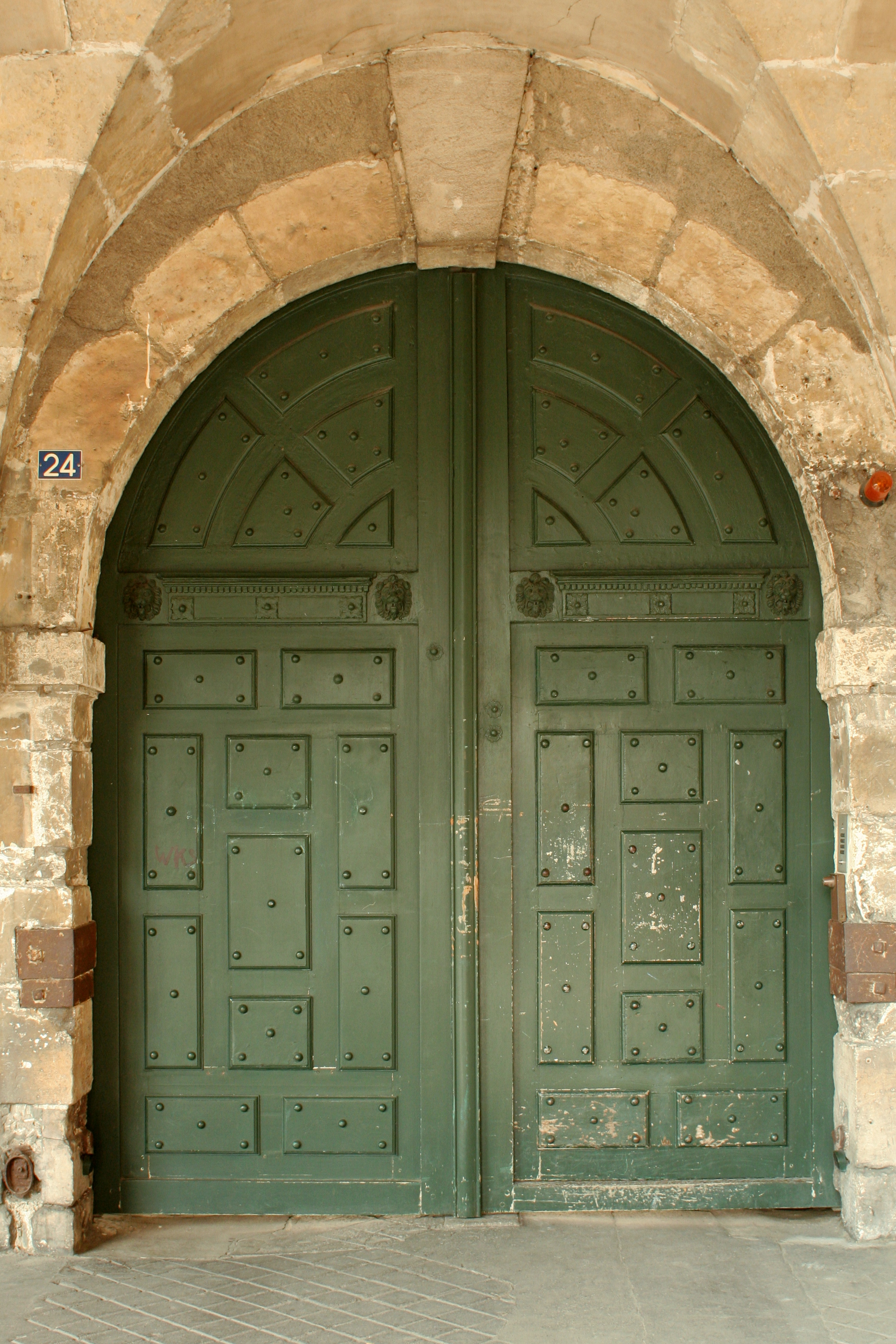
Vantaux à panneaux de la porte d'entrée.

Les façades et toitures sont classées au titre des monuments historiques en 1920 ; la galerie sur la place et les vantaux de la porte d'entrée le sont en 1956.